# Stary Folwark (gmina)
Stary Folwark – dawna gmina wiejska istniejąca w latach 1973–1976 w woj. białostockim/woj. suwalskim (obecnie w woj. podlaskim). Siedzibą gminy był Stary Folwark.
Gmina została utworzona w dniu 1 stycznia 1973 roku w powiecie suwalskim w woj. białostockim. 1 czerwca 1975 roku gmina znalazła się w nowo utworzonym woj. suwalskim.
1 lipca 1976 roku gmina została zniesiona, a jej tereny przyłączone do gmin:
- Krasnopol (obszary sołectw: Czerwony Krzyż, Królówek, Mikołajewo, Piotrowa Dąbrowa, Remieńkiń, Ryżówka, Rosochaty Róg, Stara Żubrówka, Wysoka Góra i Żubronajcie),
- Suwałki (obszary sołectw: Bobrowisko, Burdeniszki, Cimochowizna, Czerwony Folwark, Leszczewek, Leszczewo, Lipniak, Magdalenowo, Nowa Wieś, Piertanie, Stary Folwark, Tartak i Wiatrołuża Pierwsza).